# Mysidia geoffreyi
Mysidia geoffreyi är en insektsart som beskrevs av Broomfield 1985. Mysidia geoffreyi ingår i släktet Mysidia och familjen Derbidae. Inga underarter finns listade i Catalogue of Life.